# Лудвиг Фридрих I (Шварцбург-Рудолщат)
Лудвиг Фридрих I фон Шварцбург-Рудолщат (на немски: Ludwig Friedrich I von Schwarzburg-Rudolstadt, * 15 октомври 1667, Рудолщат, † 24 юни 1718, Рудолщат) е от 1710 до 1718 г. управляващ княз на Шварцбург-Рудолщат, граф на Хонщайн, господар на Рудолщат, Бланкенбург и Зондерсхаузен.

## Биография
Той е единственият син на граф Алберт Антон фон Шварцбург-Рудолщат (1641 – 1710) и на поетесата графиня Емилия Юлиана фон Барби-Мюлинген (1637 – 1706), дъщеря на граф Албрехт Фридрих фон Барби-Мюлинген.
Баща му още преди да умре му дава управлението и на 15 април 1711 г. се нарича княз. През 1754 г. е приет в княжеското съсловие.
Той прави образователно пътуване от май 1687 до октомври 1688 г. Приет е от Луи XIV в дворец Версай. Посещава и други важни европейски владетели като император Леополд I във Виена. В Париж се среща с херцог Фридрих I фон Саксония-Гота-Алтенбург, бащата на бъдещата му съпруга Анна София.
Лудвиг Фридрих умира на 24 юни 1718 г. Последван е като княз на Шварцбург-Рудолщат от синът му Фридрих Антон.

## Фамилия
Лудвиг Фридрих I се жени на 15 октомври 1691 г. в дворец Фриденщайн в Гота за принцеса Анна София фон Саксония-Гота-Алтенбург (* 22 декември 1670, † 28 декември 1728), дъщеря на херцог Фридрих I фон Саксония-Гота-Алтенбург и Магдалена Сибила фон Саксония-Вайсенфелс. Двамата имат 13 деца:
- Фридрих Антон I (1692 – 1744), княз на Шварцбург-Рудолщат
- Амалия Магдалена (*/† 1693)
- София Луиза (1693 – 1776)
- София Юлияна (1694 – 1776), монахиня в манастир Гандерсхайм
- Вилхелм Лудвиг (1696 – 1757)
- Христина Доротея (1697 – 1698)
- Албрехт Антон (1698 – 1720), убит в битка при Палермо на 24 март 1720
- Емилия Юлияна (1699 – 1774)
- Анна София (1700 – 1780), ∞ 1723 херцог Франц Йосиас фон Саксония-Кобург-Заалфелд (1697 – 1764)
- Доротея София (1706 – 1737)
- Луиза Фридерика (1706 – 1787)
- Магдалена Сибила (1707 – 1795), монахиня в манастир Гандерсхайм
- Лудвиг Гюнтер II (IV) (1708 – 1790), княз на Шварцбург-Рудолщат

- Лудвиг Фридрих I фон Шварцбург-Рудолщат
- Анна София
- Княз Фридрих Антон I
- Херцогиня Анна София
- Княз Лудвиг Гюнтер II